# Ny Skovkro (Hanved)
Ny Skovkro (dansk) eller Neuholzkrug (tysk) er en landsby beliggende sydvest for Hanved Skov få kilometer sydvest for Flensborg i Sydslesvig i det nordlige Tyskland. Landsbyen har fået navn efter en kro, som blev oprettet 1843 i forbindelse med etableringen af den nye chaussé mellem Flensborg og Husum. Kroen kom til at afløse en ældre kro i Skovkro . Øst for landsbyen løber den nord-sydgående banestrækning og motorvej A 7/E45. I den danske tid rådede landsbyen over en station på banestrækningen Flensborg-Husum. Vest og syd for Ny Skovkro ligger landsbyerne Havrup (Haurup), Hyllerup (Hüllerup) og Barderup, sidstnavnte i Oversø Sogn.
Administrativt hørte landsbyen under Jaruplund-Vedding kommune indtil denne blev indlemmet i Hanved i 2008. I den danske periode før 1864 hørte Ny Skovkro under Hanved Sogn i Vis Herred (Flensborg Amt, Sønderjylland).